# Рандіяуре
Рандіяуре  (швед. Randijaure) — озеро на півночі Швеції, у Лапландії. Через озеро проходить річка Лілла-Лулеельвен, що є притокою річки Лулеельвен.  Площа — 50,93 км², середня глибина становить 5,4 м, максимальна — 21 м.  Лежить на висоті 282,7 м над рівнем моря. 